# Amauroderma rude
Amauroderma rude är en svampart som först beskrevs av Miles Joseph Berkeley, och fick sitt nu gällande namn av Camille Torrend 1920. Amauroderma rude ingår i släktet Amauroderma och familjen Ganodermataceae.   Inga underarter finns listade i Catalogue of Life.

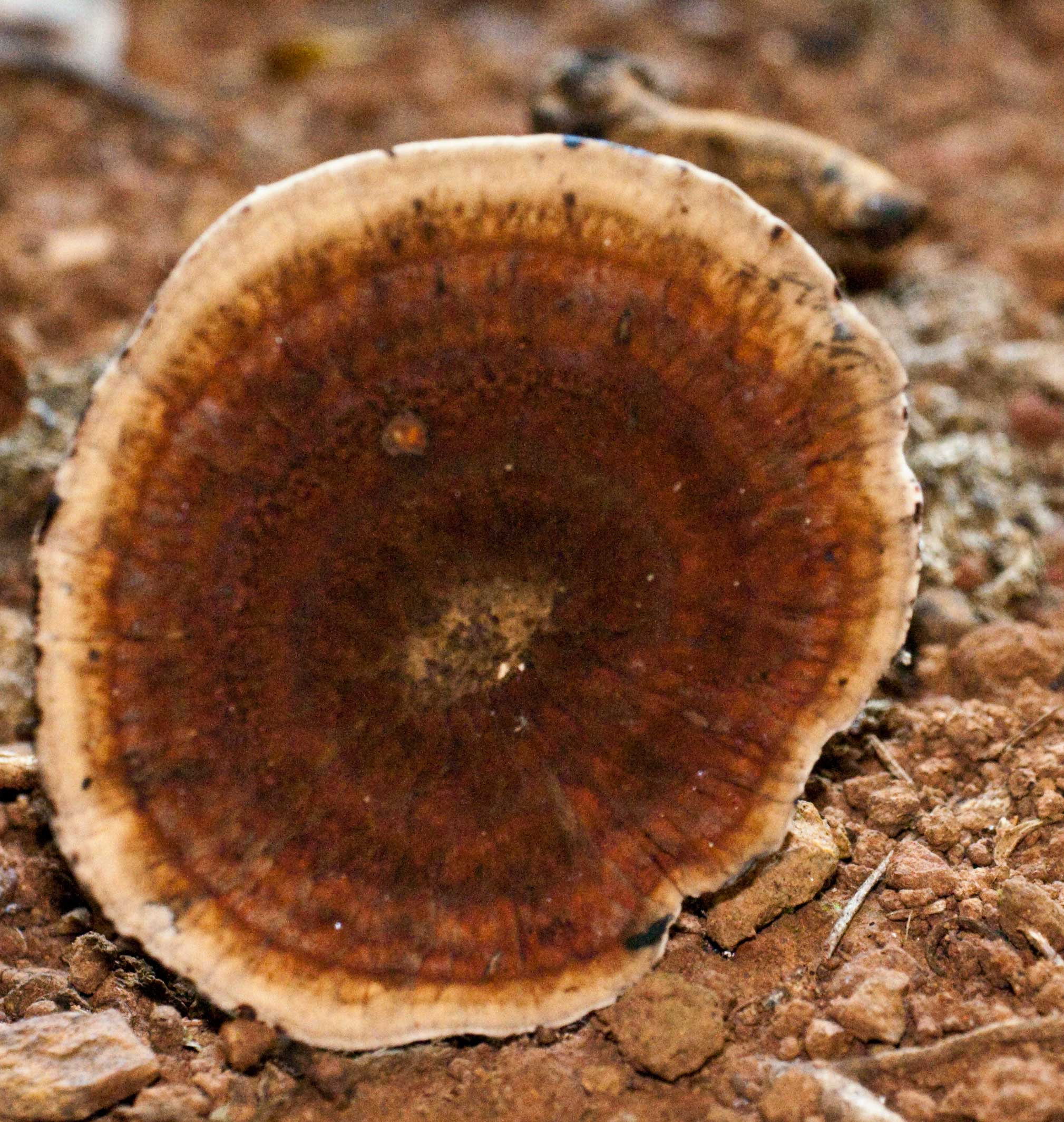